# Spirorbis transversus
Spirorbis transversus är en ringmaskart som beskrevs av Daudin in Mörch 1863. Spirorbis transversus ingår i släktet Spirorbis och familjen Serpulidae. Inga underarter finns listade i Catalogue of Life.